# Бабе, Шарль
Шарль Абель Бабе (фр. Charles Abel Babey; 6 марта 1927, Бискра — 30 августа 2001, Тулуза) — французский пловец. Участник летних Олимпийских игр 1948 года, серебряный призёр чемпионата Европы 1947 года.

## Биография
Шарль Бабе родился 6 марта 1927 года в городе Бискра во Французском Алжире.
Выступал в соревнованиях по плаванию за «Серкль де Нажер» из Марселя (фр. Cercle des nageurs de Marseille) и «Дофинс дю ТОЭК» (фр. Dauphins du TOEC) из Тулузы.
Пять раз выступал за сборную Франции на международных соревнованиях.
В 1947 году завоевал серебряную медаль чемпионата Европы в Монте-Карло в эстафете 4×200 метров вольным стилем. Сборная Франции, за которую также выступали Александр Жани, Жорж Валлере и Жан Валлере, показала результат 9 минут 0,7 секунды, уступив 0,2 секунды завоевавшей золото команде Швеции.
В 1948 году вошёл в состав сборной Франции на летних Олимпийских играх в Лондоне. Был заявлен в эстафете 4х200 метров вольным стилем, но не вышел на старт.
Был рекордсменом Европы в плавании на длинной воде в эстафетах 4×100 метров (1946—1949) и 4×200 метров (1947) вольным стилем.
Умер 30 августа 1991 года во французском городе Тулуза.